# Robert Smeets
Robert Smeets (Sliedrecht, Países Bajos, 10 de noviembre de 1985) es un tenista profesional australiano aunque nacido en los Países Bajos.
Smeets compite habitualmente en torneos de tipo Challenger y en torneos de la ITF.

## Títulos (0)

### Dobles (0)

#### Finalista (1)
| N.º | Fecha              | Torneo   | Superficie | Compañero      | Oponentes en la final      | Resultado        |
| --- | ------------------ | -------- | ---------- | -------------- | -------------------------- | ---------------- |
| 1.  | 6 de enero de 2008 | Adelaida | Dura       | Chris Guccione | Martín García Marcelo Melo | 6–3, 3–6, [10-7] |